# Fertile (Minnesota)
Fertile – miasto w Stanach Zjednoczonych, w stanie Minnesota, w hrabstwie Polk.